# Lokesh Chandra

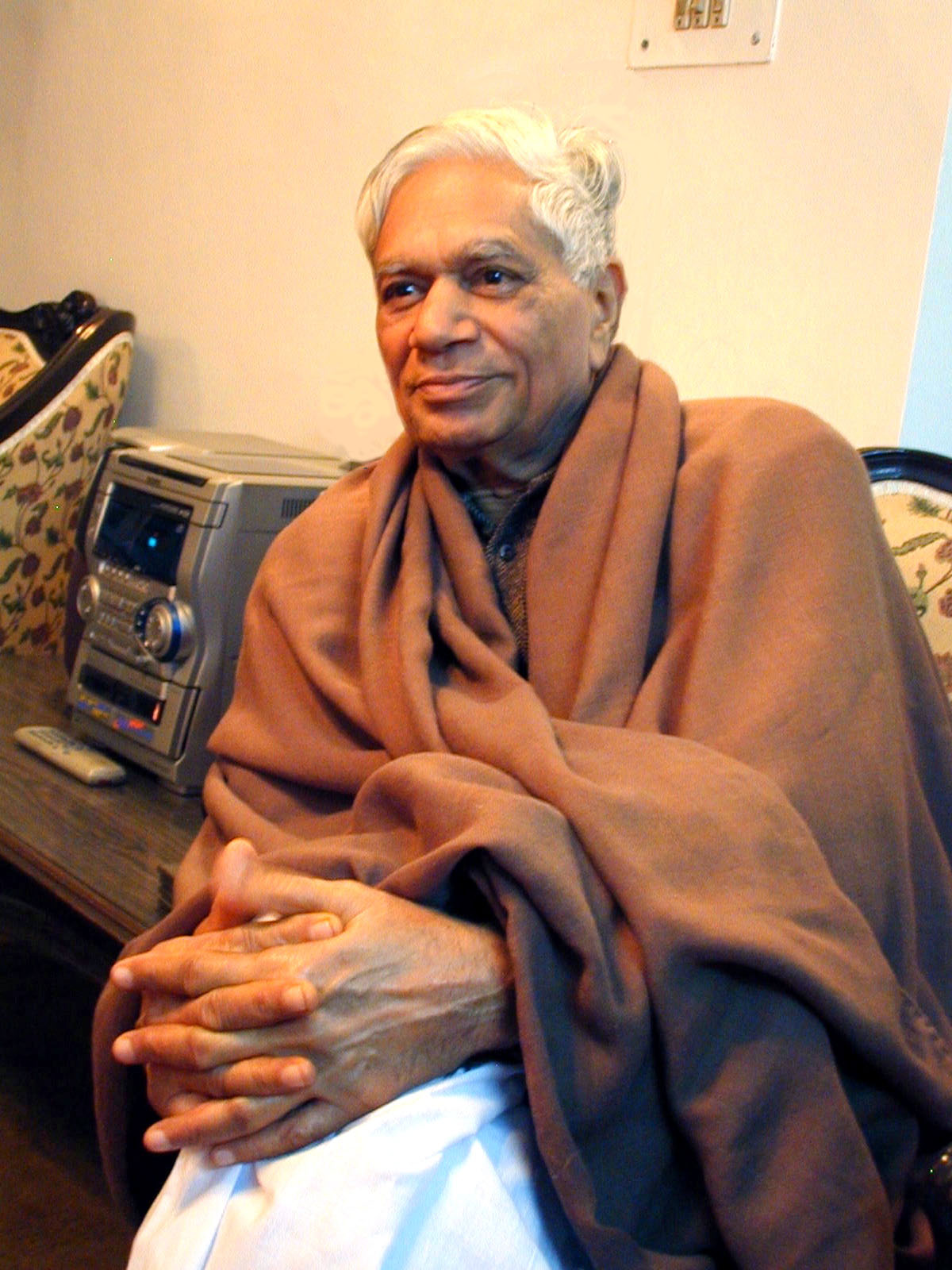
Lokesh Chandra

Lokesh Chandra (geb. 11. April 1927) ist ein indischer Indologe und Autor. 

## Leben
Er ist der Sohn des Sanskrit-Gelehrten, Linguisten und Politikers Raghu Vira. Lokesh Chandra promovierte an der Universität Utrecht.
Derzeit ist er Präsident des indischen Rates für kulturelle Beziehungen („Indian Council for Cultural Relations“). Er ist auch Direktor der Internationalen Akademie für indische Kultur. Er hat auch als Mitglied des indischen Rajya Sabha, als Vizepräsident des indischen Rates für kulturelle Beziehungen und Vorsitzender des indischen Rates der historischen Forschung gedient. 2006 wurde er mit dem „Padma Bhushan“ ausgezeichnet.
Zu seinen Werken zählen sein Tibetisch-Sanskrit-Wörterbuch, Materialien für eine Geschichte der tibetischen Literatur, die buddhistische Ikonographie von Tibet und sein Wörterbuch der buddhistischen Kunst in etwa 20 Bänden.
Chandra spricht Englisch, Hindi, Sanskrit, Bengali, Pali, Avesta, Altpersisch, Japanisch, Chinesisch, Tibetisch, Malayalam, Mongolisch, Indonesisch, Griechisch, Latein, Deutsch, Französisch, Tamilisch, Altjavanisch und Russisch.

## Werke
- Buddhist Iconography
- India's Contributions to World Thought and Culture
- Transcendental Art of Tibet
- Mudras in Japan
- Cultural Horizons of India
- Dictionary of Buddhist Iconography in 15 volumes.
- With Raghu Vira, Gilgit Buddhist Manuscripts. Facsimile edition. New Delhi: International Academy of Indian Culture, 1959–74.